# Lötstation

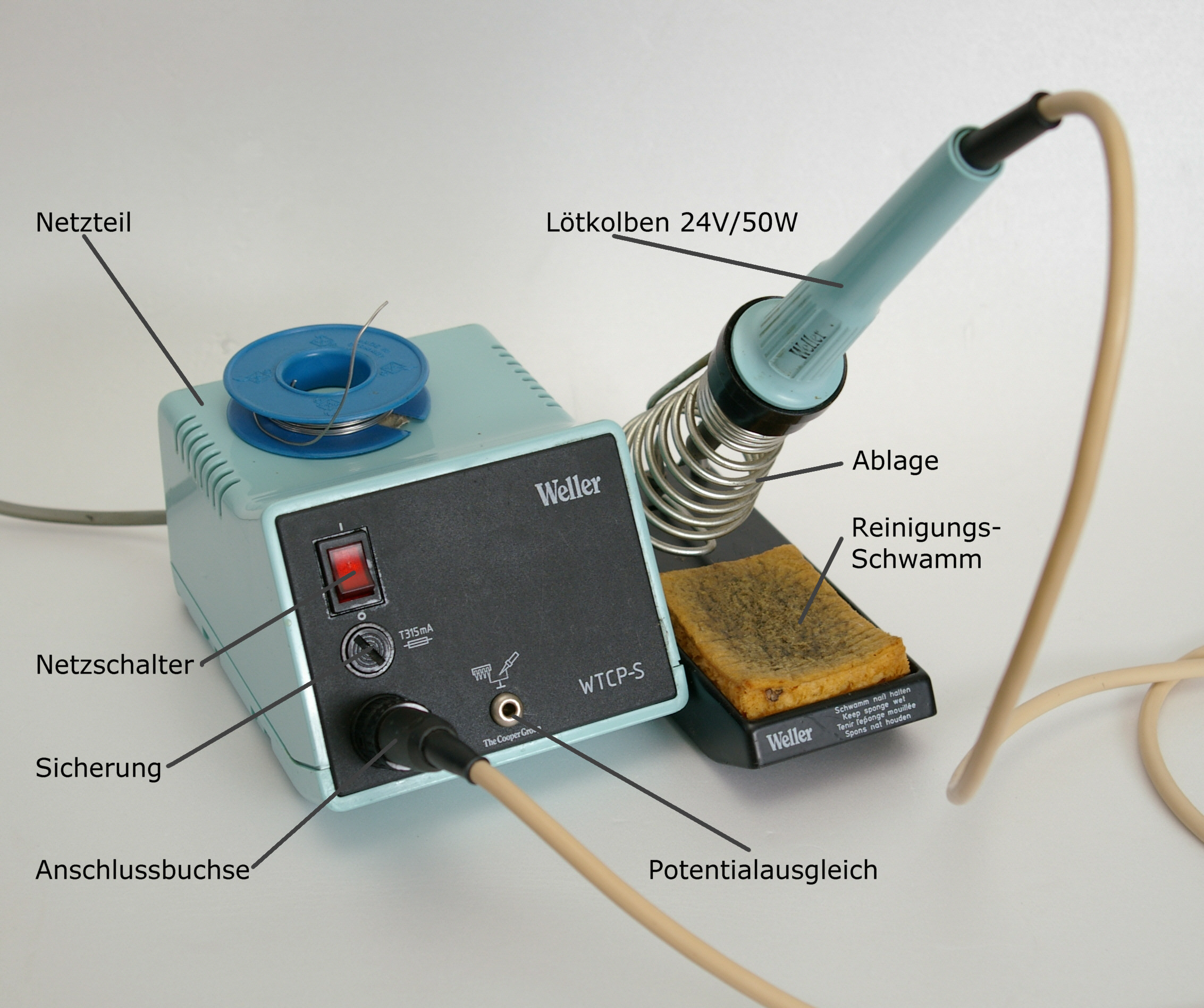
Lötstation

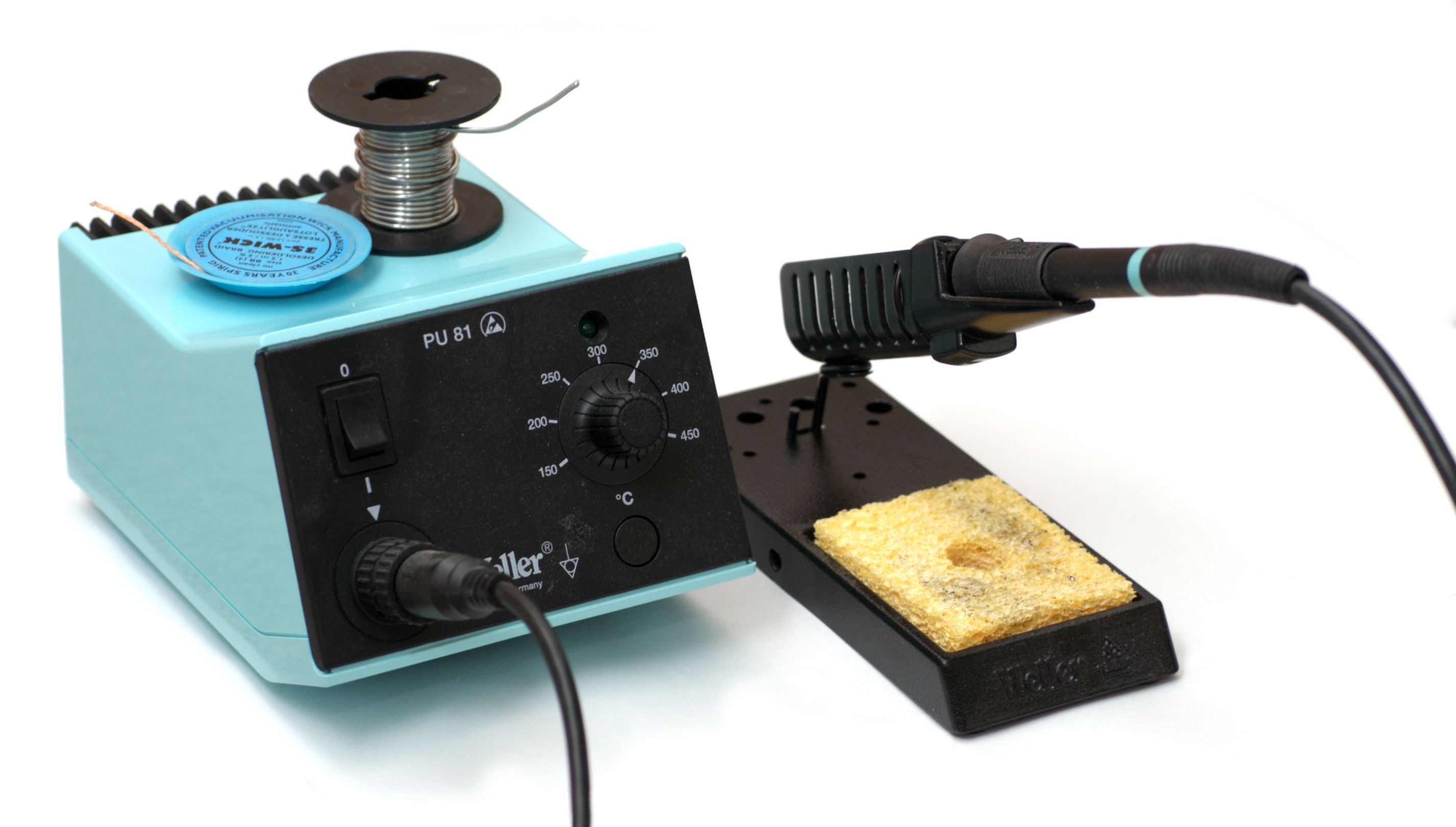
Lötstation mit Temperaturregelung und schmalerem Lötkolben

Eine Lötstation ist eine spezielle Ausführung eines Lötkolbens. Sie besteht in der Regel aus einem speziellen Netzgerät zur Stromversorgung, einer Lötkolbenablage und einem auswechselbaren Lötkolben. Für die Verarbeitung von SMD-Bauteilen gibt es auch Stationen mit Heißluftbetrieb.
Gegenüber direkt mit Netzspannung betriebenen Lötkolben haben Lötstationen eine Reihe von Vorteilen:
- Der Betrieb mit einer galvanisch vom Netz getrennten Kleinspannung verringert das Risiko von Schäden an elektronischen Bauteilen, insbesondere Halbleitern, zum Beispiel durch statische Aufladungen oder Ableitströme. Hochwertige Lötstationen weisen zusätzlich eine Erdungsmöglichkeit auf.
- Der Lötkolben von Lötstationen ist bei gleicher Heizleistung in der Regel wesentlich handlicher, auch weil das Kabel für die Stromzuführung nicht netzspannungsfest sein muss und deshalb sehr flexible Leitungen verwendet werden können.
- Für hochwertige Lötstationen steht eine Vielzahl Lötspitzen und Löteinsätze für die unterschiedlichsten Aufgaben zur Verfügung.
- Lötstationen sind meist mit einer Temperaturregelung ausgestattet, netzbetriebene Lötkolben bis auf wenige Ausnahmen nicht. Die Temperaturregelung erlaubt sehr schnelle Anheizzeiten mit einer vergleichsweise hohen Leistung von typisch 50 bis 80 Watt und trotzdem die Verwendung auch sehr feiner Lötspitzen. Durch die Temperaturregelung  bleibt die Lötspitze sowohl bei Arbeitspausen als auch bei hoher Lötfrequenz weitgehend im optimalen Temperaturbereich, wodurch sowohl die Lötspitze als auch das Werkstück geschont wird und eine wesentlich bessere Qualität der Lötstellen als bei ungeregelten Lötgeräten erreicht werden kann.

Nachteilig ist die Unhandlichkeit bei mobilem Service sowie der höhere Anschaffungspreis, der sich jedoch relativiert, wenn man berücksichtigt, dass für Lötstationen renommierter Hersteller oft auch noch nach Jahrzehnten Ersatzteile lieferbar sind.